# Liegi-Bastogne-Liegi 1908
La Liegi-Bastogne-Liegi 1908, quarta edizione della corsa, fu disputata il 30 agosto 1908 per un percorso di 235 km. Fu vinta dal francese André Trousselier, giunto al traguardo in 8h12'09" alla media di 28,650 km/h, precedendo i connazionali Alfons Lauwers e Henri Dubois. 
Dei 60 ciclisti alla partenza coloro che portarono a termine la gara al traguardo di Liegi furono 38.

## Ordine d'arrivo (Top 10)
| Pos. | Corridore           | Squadra | Tempo    |
| ---- | ------------------- | ------- | -------- |
| 1    | André Trousselier   | -       | 8h12'09" |
| 2    | Alphonse Lauwers    | -       | (s.t.)   |
| 3    | Henri Dubois        | -       | (s.t.)   |
| 4    | René Van Den Berghe | -       | (s.t.)   |
| 5    | Georges Verbist     | -       | (s.t.)   |
| 6    | François d'Haen     | -       | (s.t.)   |
| 7    | Edmond Lasson       | -       | (s.t.)   |
| 8    | L. Theralle         | -       | (s.t.)   |
| 9    | Léo Kops            | -       | (s.t.)   |
| 10   | A. Bettens          | -       | (s.t.)   |